# Campeonato de las Américas
El Campeonato de las Americas es una competición de tiro deportivo en el continente americano.

## Lista
- I:  Vicente Suarez, México - 1973
- II:  Vicente Suarez, México - 1977
- III:  Rio de Janeiro - subsede: Sao Paulo - 1981
- IV:  Fort Benning - 1985
- V:  San Juan de Puerto Rico - sub sede: Guatemala - 1989
- VI:  Club Revolver, Lima - 1993
- VII:  Tiro Federal, Buenos Aires - 1997
- VIII:  Fort Benning - 2001
- IX:  Salinas - 2005
- X:  Río de Janeiro - 2010
- XI:  Guadalajara - 11 al 20 de octubre de 2014
- XII:  Guadalajara - 1 al 11 de noviembre de 2018[2]
- XIII:  Polígono de Tiro de la Base Aérea de Las Palmas, Lima - 14 al 14 de noviembre de 2022[3]